# Rusted Root
Rusted Root est un groupe de musique américain originaire de Pittsburgh en Pennsylvanie connu pour son style qui mélange le bluegrass et de fortes percussions aux influences latino-américaines, africaines et moyen-orientales.

## Histoire
En 2002, la chanson Send Me on My Way a été utilisé pour le film d’animation L’Âge de glace. Elle avait déjà été utilisée en 1996 pour le film Matilda. La chanson est présente à l'origine dans la bande son du sit-com La Vie à cinq.

## Membres

### Actuels
- Michael Glabicki : chant principal, guitare
- Jenn Wertz : guitare, percussions, chant
- Liz Berlin : guitare, percussions, chant
- Jim Donovan : batterie, percussions, chant
- Patrick Norman : basse, guitare, chant, percussions
- John Buynak : guitare électrique, percussions, flûte

### Anciens
- Jim DiSpirito
- Jim Donovan
- Jenn Wertz
- John Buynak
- Ethan Winograd
- Jason Miller

## Discographie

### Albums
- 1992 : Cruel Sun
- 1994 : When I Woke
- 1996 : Remember
- 1998 : Rusted Root
- 2002 : Welcome To My Party
- 2004 : Rusted Root Live
- 2009 : Stereo Rodeo
- 2012 : The Movement

### Album Live
- 2004 : Rusted Root Live

### Compilations
- 2005 : Greatest Hits

### EP
- 1995 : Live
- 1996 : Evil Ways
- 1998 : Airplane